# Electro-Motive Diesel

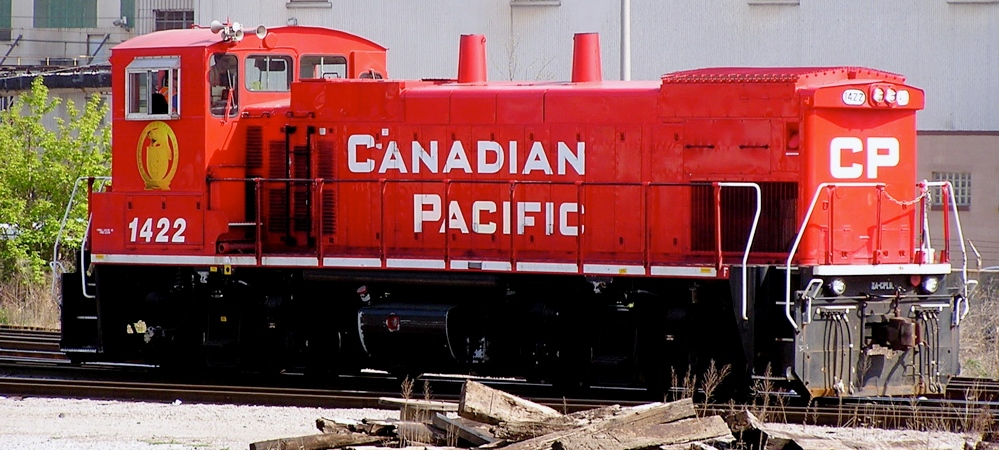
EMD MP15AC.

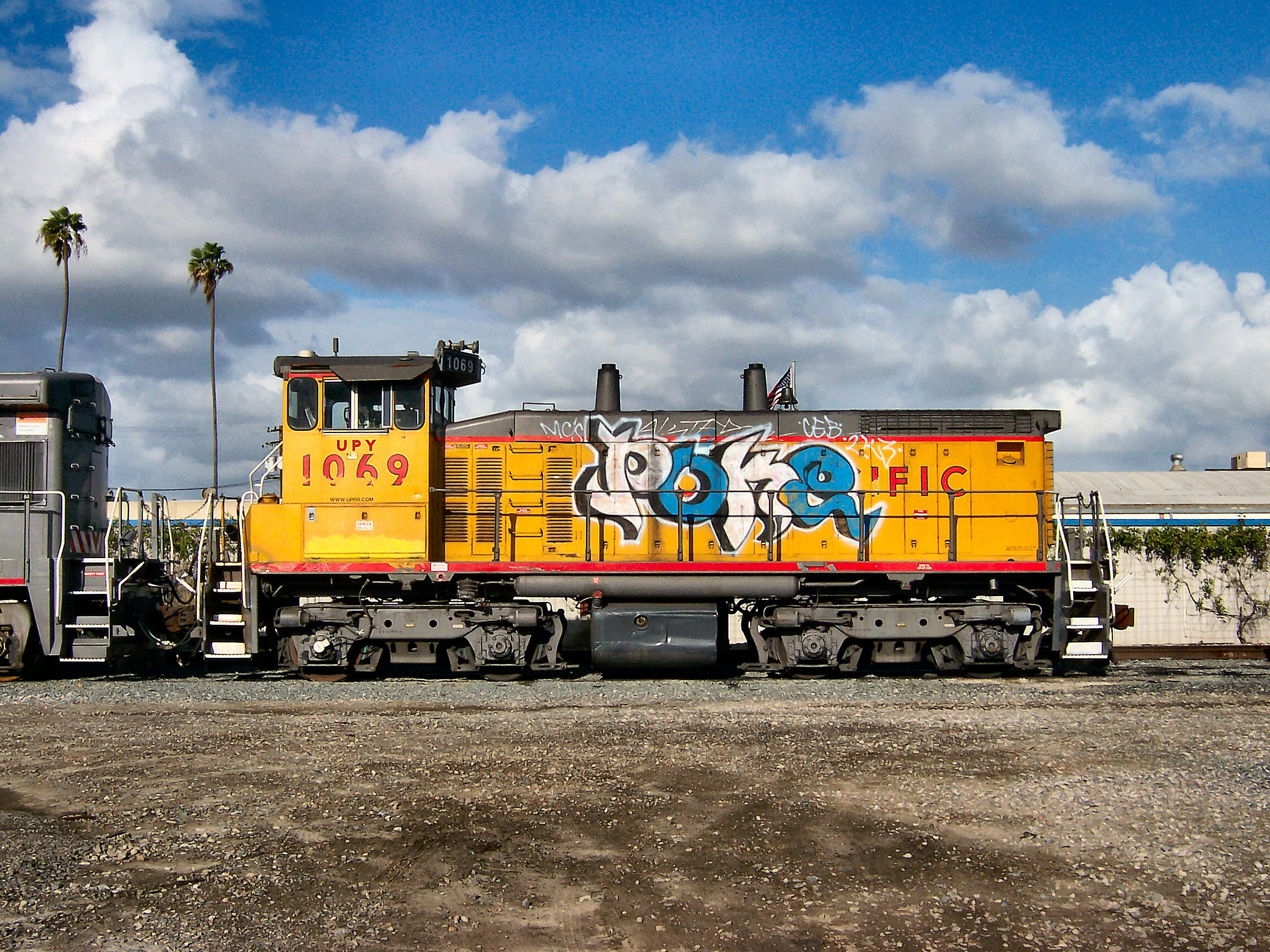
EMD SW1500.

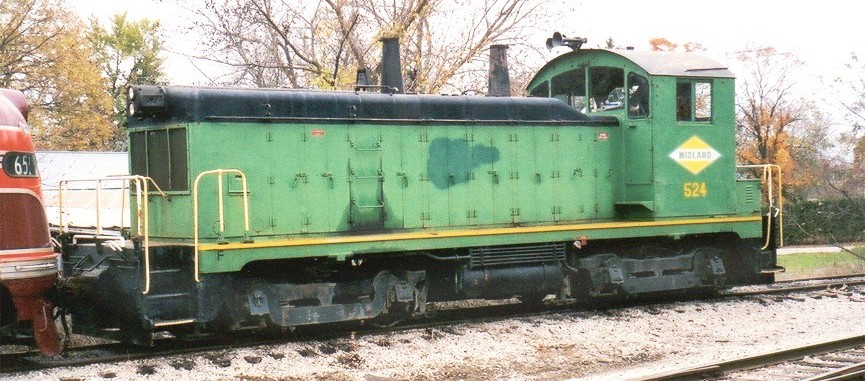
EMD NW2.

Electro-Motive Diesel (EMD) es una marca de la empresa Progress Rail Locomotives, filial de Progress Rail perteneciente a la corporación Caterpillar. Anteriormente perteneció a General Motors.
Está dedicada al diseño, fabricación y venta de locomotoras y motores diésel alrededor del mundo. Es el constructor con la base instalada de locomotoras más grande del mundo y ofrece la variedad más amplia del mundo de modelos para uso en líneas ferroviarias e industriales. 

## Cuota de mercado
Posee el 30 % del mercado en América del Norte, detrás de su único competidor, General Electric, quien mantiene el 70 % del mercado en Norteamérica. EMD es el único fabricante de locomotoras diésel-eléctricas en haber producido más de 70.000 motores y en tener la planta industrial más grande de fabricación de locomotoras diésel-eléctricas instalada en Norteamérica y en el mundo.

## Listado de motores Diesel producidos por EMD

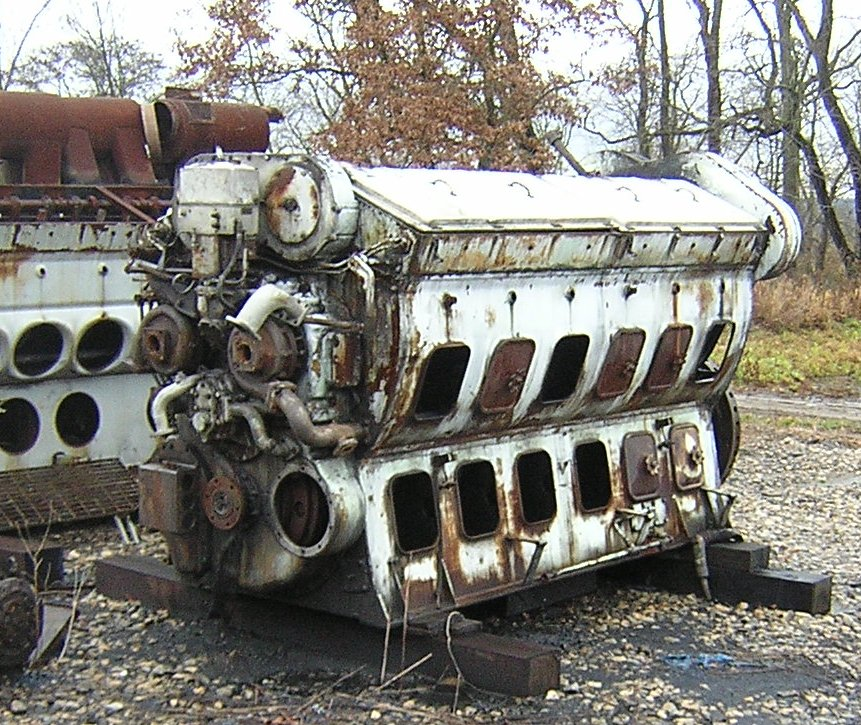
Motor EMD 567.

- EMD 567 - Su fabricación ya no es llevada a cabo.
- EMD 645 - Su fabricación ya no es llevada a cabo, se le sigue brindando soporte por parte de EMD
- EMD 710 - Actualmente en producción.
- EMD 265 - Actualmente en producción.